# Сугайник
Сугайник (Doronicum) — рід квіткових рослин в складі родини айстрові (Asteraceae).

## Поширення
Представники роду поширені в гірських районах помірних областей Євразії, де піднімаються до 3500 м над рівнем моря, один вид зустрічається в Північній Африці. Рідними для України є 5 видів: Doronicum austriacum (сугайник австрійський), Doronicum carpaticum (сугайник карпатський), Doronicum clusii (сугайник Клюзія), Doronicum hungaricum (сугайник угорський), Doronicum pardalianches (сугайник отруйний).

## Використання
Великі, красиві, золотисто-жовті віночки квіток і легке вирощування сприяють широкому поширенню деяких видів в садах і парках.
Види D. pardalianches, D. falconeri і D. roylei мають відомі медичні застосування.

## Морфологічна характеристика
Це трав'янисті багаторічні рослини з прикореневими і черговими, стеблеобіймаючими листками.
Кошики напівкулеподібні або широкодзвоникові, здебільшого одиночні або іноді в числі 2-6 (до 8), зібрані в щиткоподібні суцвіття. Листочки обгортки з 2-3 рядів; зовнішні — ланцетні, подовжено-ланцетні чи ланцетно-лінійні, трав'янисті, волосисті або в нижній частині залозисто-волосисті; внутрішні — лінійні, лінійно-ланцетні, плівчасті, гладкі, по краю війчасті або у верхній частині залозисто запушені, всі довго загострені. Квітколоже більш менш опукле, голе або волосисте; квітки диска трубчасті, двостатеві, жовті, розташовані в багато рядів; крайові квітки жіночі, язичкові, жовті, однорядні; пиляки в основі цільні або вушковато-стрілоподібні; лопаті приймочки у серединних квіток на верхівці усічені, коротко-гроноподібні, у крайових язичкових — укорочені, тупі.
Плоди — сім'янки; довгасті або довгасто-кубарчаті, тупі, з 10 рівними поздовжніми реберцями, зрілі бурі або темно-коричневі, гладкі або покриті притиснутими, вгору спрямованими, білими, прямими волосками. Чубчик у язичкових квіток (іноді не розвивається) з численних (у крайових сім'янок однорядних, у серединних багаторядних) білих або рудих, зубчастих щетинок.

## Види[1]
- Doronicum ×excelsum (N.E.Br.) Stace
- Doronicum ×halacsyi Eichenfeld
- Doronicum altaicum
- Doronicum austriacum Jacq.
- Doronicum bauhini Saut. ex Rchb.
- Doronicum bithynia
- Doronicum briquetii
- Doronicum cacaliifolium Boiss. & Heldr.
- Doronicum carpaticum (Griseb. & Schenk) Nyman
- Doronicum carpetanum Willk.
- Doronicum cataractarum Widder
- Doronicum clusii (All.) Tausch
- Doronicum columnae Ten.
- Doronicum conaense Y.L.Chen
- Doronicum corsicum (Loisel.) Poir.
- Doronicum dolichotrichum
- Doronicum falconeri
- Doronicum gansuense Y.L.Chen
- Doronicum glaciale (Wulfen) Nyman
- Doronicum grandiflorum Lam.
- Doronicum haussknechtii Cavill.
- Doronicum hungaricum Rchb.f.
- Doronicum kamaonense
- Doronicum latisquamatum C.E.C.Fisch.
- Doronicum macrophyllum Fisch.
- Doronicum maximum Boiss. & A.Huet
- Doronicum oblongifolium DC.
- Doronicum orientale Hoffm.
- Doronicum pardalianches L.
- Doronicum plantagineum L.
- Doronicum pubescens Pérez Morales, Penas, Llamas & Acedo
- Doronicum reticulatum Boiss.
- Doronicum schischkinii Serg.
- Doronicum stenoglossum
- Doronicum thibetanum Cavill.
- Doronicum tianshanicum C.H.An
- Doronicum turkestanicum Cavill.
- Doronicum wendelboi J.R.Edm.